# Металургійна промисловість України

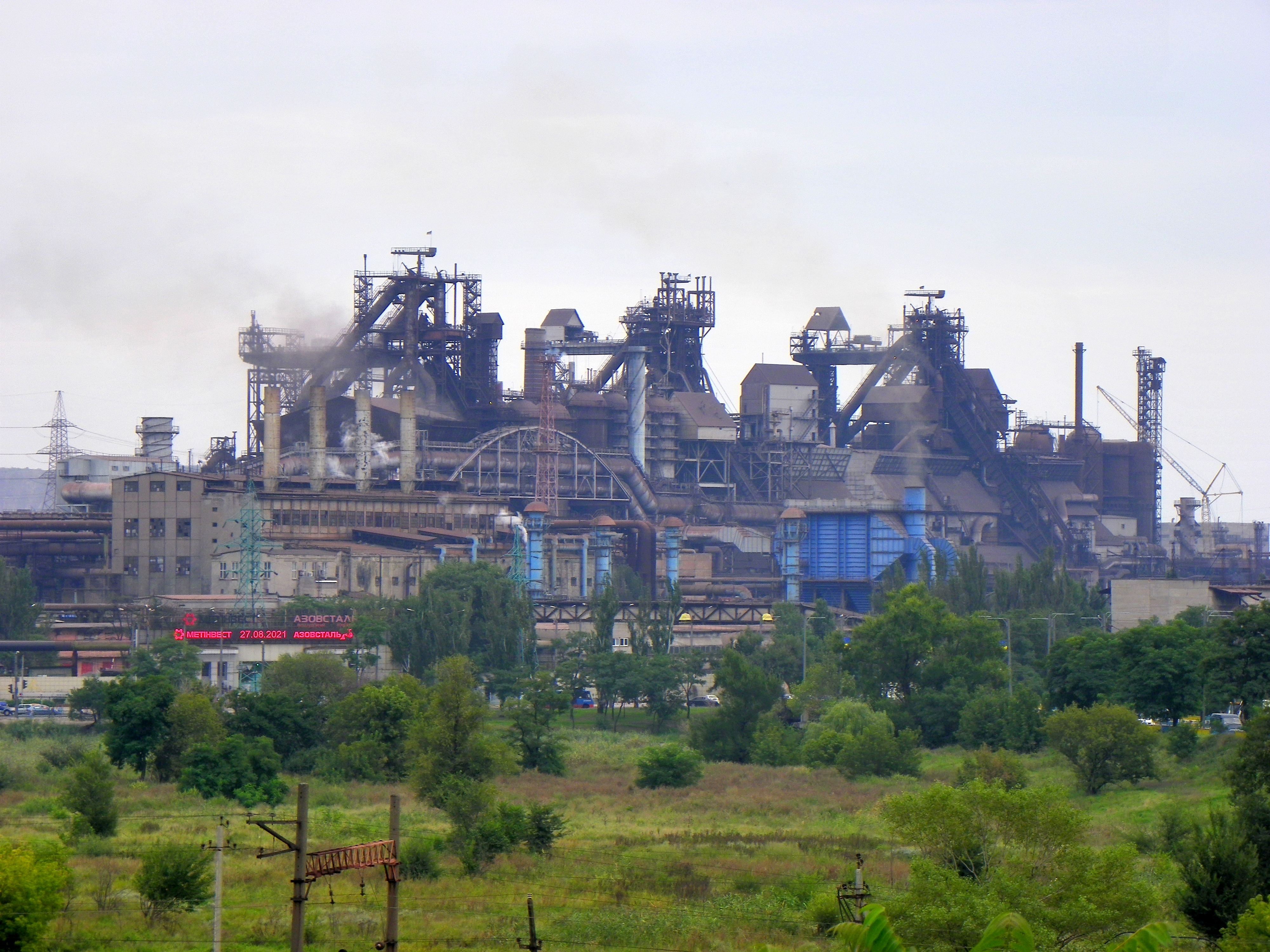
Металургійний комбінат «Азовсталь» у Маріуполі у 2021 році.

Металургі́йна промисло́вість — сукупність підприємств і організацій гірничо-металургійного комплексу, який об'єднує підприємства чорної і кольорової металургії, а також гірничо-збагачувальні комбінати, феросплавні заводи, збагачувальні фабрики, коксохімічні заводи і підприємства, які виготовляють вироби з металу.
Одна з базових галузей економіки України, основними галузями якої є чорна й кольорова металургія.

## Історія
Найдавніші гірничо-металургійні роботи на території України велися в районі села Новозванівка на території Бахмутської улоговини. Тут близько 4 тисяч років тому добували мідну руду й виплавляли метал. Розкопки веде спільна україно-російська експедиція, у якій працюють студенти й викладачі Донбаського державного технічного університету й Воронезького держуніверситету. Археологам пощастило знайти залишки плавильної печі й навіть удалося відтворити стародавню технологію виплавки міді.
Про те, що в Бахмутській улоговині за давніх літ добували мідну руду, археологам стало відомо ще в минулому столітті. Однак розкопки почалися кілька років тому і відразу принесли сенсаційні знахідки. Археологи знайшли поховання стародавнього гірника, кілька шахтних виробок, де добували мідну руду, а також кар'єр, де її добували відкритим способом. Також знайдені виробничі ділянки, де руду збагачували й виплавляли метал. Подібні технологічні комплекси називають комплексами «повного циклу», подібних на території Європи поки не знайдено. Видобуток і виплавку металу тут вели близько 200 років поспіль. Причому виробництво для тих часів було дуже великим, фахівці-гірники вважають, що були отримані сотні тонн міді.
Дослідники вважають, що стародавні майстри належали до цивілізації стародавніх іранців. Чому вони пішли з Бахмутської улоговини, поки загадка. Можливо, вони стали зазнавати недостачу палива, адже для одержання кілограма міді потрібно близько 300 кілограмів деревного вугілля, а кам'яне вугілля тоді не використовували. Шахти й виробничі ділянки майстри залишили без поспіху, можливо, розраховуючи ще
повернутися.

### Сучасна металургійна промисловість України
У складі металургійного комплексу (металургійної промисловості, металургії) України — підприємства з видобутку і збагачення чорних руд і кольорових металів, нерудних матеріалів, з виробництва чавуну, сталі, прокату, труб сталевих, метизів, феросплавів, вогнетривів, коксу, з виробництва твердосплавної, вуглецевої, напівпровідникової продукції, з переробки ломів і відходів, виробництва ряду видів хімічної продукції, великий комплекс підприємств допоміжного призначення, а також науково-дослідні та проектні організації.
Частка металургії у ВВП країни становить близько 38 %, у промисловому виробництві − 27,3 %, експорті — 34,2 %. Частка металургії в податкових платежах у всі рівні бюджетів становить 38 %. Як споживач продукції та послуг суб'єктів природних монополій металургія використовує від загальнопромислового рівня 32 % електроенергії, 25 % природного газу, 10 % нафти і нафтопродуктів, її частка у вантажних залізничних перевезеннях — 20 %.
Металургія у структурі промисловості України становить 35,1 %, тоді як у структурі світової промисловості − 34,3 %.
В Україні існує значний науково-дослідний і конструкторський потенціал щодо металургійного виробництва — це наявність спеціалізованих наукових установ, як самостійних, так і інтегрованих у підприємства.

### Після відновлення незалежності
Від 1992 до 1997 року обсяги виробництва металургійної промисловості знижувалися, в 1997 році вперше від моменту проголошення незалежності було зафіксовано збільшення обсягів виробництва на 12 % у відношенні до показників 1996 року. У результаті, за підсумками 1997 року металургійна промисловість забезпечила майже 20 % ВВП і 20 % експорту України.
В 2000 році рентабельність галузі становила 26,3 %. За підсумками 2007 року металургія України забезпечувала 40 % валютних надходжень і 20 % ВВП.
В 2005 році галузь забезпечувала більше 25 % промислового виробництва держави (96 955,5 млн. гривень), близько 40 % валютних надходжень до України і більше 10 % надходжень до державного бюджету України.
В 2007 році, за даними Міжнародного інституту чавуну і сталі, доля України в світовому виробництві чорної металургії становила 7,4 %.
За оцінкою Національного банку України, частка металургії за підсумками 2014 року в промисловості становила 16,5 %, в експорті — 30 %, у ВВП — близько 3 %.
В 2018 році канадська компанія Black Iron розпочала підготовку до будівництва підприємства з випуску концентрату для Шиманівського залізорудного родовища (Криворізький залізорудний басейн). В 2022 році було погоджено купівлю землі під будівництво майбутнього ГЗК. У липні 2023 року Black Iron Inc. Подала пропозицію про укладення Інвестиційної Угоди до Міністерства економіки України.

### Під час російсько-української війни
В травні 2024 року металургійні підприємства України збільшили виробництво сталі до 738 тис. тонн, що на 26,5 % вище за показник аналогічного періоду 2023 року (583 тис. тонн) і на 3,2 % більше за попередній місяць (квітень, коли було вироблено 715 тис. тонн).
Водночас Україна посіла 20-те місце в рейтингу 71 країни – світових виробників цієї продукції, складеному Всесвітньою асоціацією виробників сталі (Worldsteel). За 5 місяців 2024 Україна виробила 3,139 млн тонн сталі, що на 31,2 % вище за обсяги за аналогічний період 2023 року (за 5 міс. 2023 – 2,392 млн тонн). За підсумками січня-травня 2024 року, країна перебуває на 21-му місці у світі.

## Виробництво основних видів продукції
Україна є одним з лідерів серед країн-виробників чорних металів у світі.
| \| Рік \| Виготовлено (тис. тонн) \| До попереднього року (тис. тонн) \| До попереднього року (у %) \| \| ---- \| ----------------------- \| -------------------------------- \| -------------------------- \| \| 1992 \| 41 759 \| \| \| \| 1993 \| 32 609 \| -9 150 ▼ \| -21,92 ▼ \| \| 1994 \| 24 081 \| -8 528 ▼ \| -26,17 ▼ \| \| 1995 \| 22 309 \| -1 772 ▼ \| -7,36 ▼ \| \| 1996 \| 22 332 \| 23 ▲ \| 0,10 ▲ \| \| 1997 \| 25 629 \| 3 297 ▲ \| 14,76 ▲ \| \| 1998 \| 24 445 \| -1 184 ▼ \| -4,61 ▼ \| \| 1999 \| 27 453 \| 3 008 ▲ \| 12,3 ▲ \| \| 2000 \| 31 767 \| 4 314 ▲ \| 15,71 ▲ \| \| 2001 \| 33 108 \| 1 341 ▲ \| 4,22 ▲ \| \| 2002 \| 34 050 \| 942 ▲ \| 2,84 ▲ \| \| 2003 \| 36 932 \| 2 882 ▲ \| 8,46 ▲ \| \| 2004 \| 38 738 \| 1 806 ▲ \| 4,89 ▲ \| \| 2005 \| 38 641 \| -97 ▼ \| -0,25 ▼ \| \| 2006 \| 40 891 \| 2 250 ▲ \| 5,82 ▲ \| \| 2007 \| 42 830 \| 1 939 ▲ \| 4,74 ▲ \| \| 2008 \| 37 279 \| -5 551 ▼ \| -12,96 ▼ \| \| 2009 \| 29 855 \| -7 424 ▼ \| -19,91 ▼ \| \| 2010 \| 33 432 \| 3 577 ▲ \| 11,98 ▲ \| \| 2011 \| 35 332 \| 1 900 ▲ \| 5,68 ▲ \| \| 2012 \| 32 945 \| -2 387▼ \| -6.76▼ \| \| 2013 \| 32 771 \| - 174▼ \| -0.53▼ \| \| 2014 \| 27 170 \| -5 601▼ \| -17.09▼ \| \| 2015 \| 22 968 \| -4 202▼ \| -15.47▼ \| \| 2016 \| 24 218 \| 1 250▲ \| 5.44▲ \| \| 2017 \| 21 417 \| -2 801▼ \| -11.57▼ \| \| 2018 \| 21 100 \| - 317▼ \| -1.48▼ \| \| 2019 \| 20 848 \| - 252▼ \| -1.19▼ \| |                         |                                  |                            |
| Рік | Виготовлено (тис. тонн) | До попереднього року (тис. тонн) | До попереднього року (у %) |
| 1992 | 41 759                  |                                  |                            |
| 1993 | 32 609                  | -9 150 ▼                         | -21,92 ▼                   |
| 1994 | 24 081                  | -8 528 ▼                         | -26,17 ▼                   |
| 1995 | 22 309                  | -1 772 ▼                         | -7,36 ▼                    |
| 1996 | 22 332                  | 23 ▲                             | 0,10 ▲                     |
| 1997 | 25 629                  | 3 297 ▲                          | 14,76 ▲                    |
| 1998 | 24 445                  | -1 184 ▼                         | -4,61 ▼                    |
| 1999 | 27 453                  | 3 008 ▲                          | 12,3 ▲                     |
| 2000 | 31 767                  | 4 314 ▲                          | 15,71 ▲                    |
| 2001 | 33 108                  | 1 341 ▲                          | 4,22 ▲                     |
| 2002 | 34 050                  | 942 ▲                            | 2,84 ▲                     |
| 2003 | 36 932                  | 2 882 ▲                          | 8,46 ▲                     |
| 2004 | 38 738                  | 1 806 ▲                          | 4,89 ▲                     |
| 2005 | 38 641                  | -97 ▼                            | -0,25 ▼                    |
| 2006 | 40 891                  | 2 250 ▲                          | 5,82 ▲                     |
| 2007 | 42 830                  | 1 939 ▲                          | 4,74 ▲                     |
| 2008 | 37 279                  | -5 551 ▼                         | -12,96 ▼                   |
| 2009 | 29 855                  | -7 424 ▼                         | -19,91 ▼                   |
| 2010 | 33 432                  | 3 577 ▲                          | 11,98 ▲                    |
| 2011 | 35 332                  | 1 900 ▲                          | 5,68 ▲                     |
| 2012 | 32 945                  | -2 387▼                          | -6.76▼                     |
| 2013 | 32 771                  | - 174▼                           | -0.53▼                     |
| 2014 | 27 170                  | -5 601▼                          | -17.09▼                    |
| 2015 | 22 968                  | -4 202▼                          | -15.47▼                    |
| 2016 | 24 218                  | 1 250▲                           | 5.44▲                      |
| 2017 | 21 417                  | -2 801▼                          | -11.57▼                    |
| 2018 | 21 100                  | - 317▼                           | -1.48▼                     |
| 2019 | 20 848                  | - 252▼                           | -1.19▼                     |

В 2011 році було виготовлено:
- неагломеровані залізні руди і концентрати — 80 600 тис. т.
- агломеровані залізні руди і концентрати — 64 600 тис. т.
- кокс з кам'яного вугілля — 19 600 тис. т.
- чавун — 28 881 тис. т.
- сталь — 17 674 тис. т.
- напівфабрикати безперервного лиття — 17 837 тис. т.
- готовий прокат — 19 511 тис. т.
  - плоский гарячекатаний — 9 020 тис. т.
  - прути, бруски, профіль гарячекатаний — 4 773 тис. т.
  - труби — 2 372 тис. т.
  - дріт стальний — 354 тис. т.
  - конструкції збірні з чавуну і сталі — 55,1 тис. т.
  - конструкції збірні інші — 511 тис. т.
  - резервуари і цистерни більше 300 літрів — 20,6 тис. т.
  - радіатори — 13,7 тис. т.
  - котли — 304 тис. т.

В 2013 році Україна обіймала 10 місце в світі за обсягами виробництва сталі. В цьому році металургійна промисловість України виготовила 29,1 млн т чавуну, 32,7 млн т сталі і 29,1 млн т прокату, що склало 76 % від виробництва докризового 2007 року. Експорт чорних металів у 2013 році склав 14,3 млрд дол. США (на 6,6 % менше у порівнянні з 2012 роком).
Продукція, виготовлена металургійними підприємствами, складала близько 30 % у загальному промисловому виробництві й 25 % від загальних обсягів експорту України. Близько 80 % металопродукції експортувалися до країн Європи, Азії, Близького Сходу й Південної Америки, 20 % йшло на внутрішнє споживання.
В 2014 році виробництво сталі в порівнянні з 2013 роком скоротилося на 17 % — до 26,171 млн т, виплавка чавуну скоротилася на 15 % — до 24,81 млн т. Збір брухту чорних металів в 2014 році знизився до історичного мінімуму — 5,3 млн т (в 2013 році було зібрано 5,7 млн т).
В 2015 році виробництво сталі скоротилося на 16 % — до 22,935 млн тонн; виробництво загального металопрокату скоротилося 16 % — до 20,017 млн тонн; виплавка чавуну зменшилася на 12 % — до 21,878 млн тонн.
В 2016 році виплавка чавуну склала 23,6 млн тонн; виплавка сталі — 24,2 млн тонн; виробництво металопрокату — 21,4 млн тонн.
В 2017 році виплавка чавуну склала 20,035 млн тонн; виплавка сталі — 21,284 млн тонн; виробництво металопрокату — 18,439 млн тонн.
У січні-червні 2018 року виплавка чавуну склала 10,15 млн тонн; виплавка сталі — 10,39 млн тонн; виробництво металопрокату — 9,25 млн тонн.
У 1 півріччі 2018 року світова виплавка сталі збільшилася в порівнянні з аналогічним періодом минулого року на 4,6 %, до 881,455 млн тонн. Згідно з даними worldsteel, в червні 2018 року Україна піднялася з 14-го на 12-те місце в рейтингу світових виробників сталі, випередивши Тайвань і Мексику.

## Гірничо-металургійні кластери
Станом на початок 2013 року гірничо-металургійний комплекс України нараховував близько 800 великих і малих підприємств і організацій, включаючи 19 великих металургійних комбінатів і заводів, 12 трубних заводів, більше 20 метизних підприємств, і більше 100 підприємств з переробки металобрухту, локалізованих в чотирьох господарських кластерах.

### Донецька область
- Приазов'я (більше третини українського виробництва агломерату, чавуну, сталі, прокату, більше 12 % коксу, близько 6 % сталевих труб), — місто Маріуполь, 3 металургійних комбінати (Маріупольський металургійний комбінат імені Ілліча, Металургійний комбінат «Азовсталь»), коксохімічний завод «Маркохім».
- Донеччина (близько 40 % коксу, 1/6 — 1/8 виробництва чавуну, сталі, прокату, 16 % сталевих труб, третина метизів, 5 % агломерату), — міста Донецьк, Макіївка, Єнакієве, Краматорськ, Костянтинівка, 5 металургійних заводів (Макіївський металургійний комбінат або ММЗ, Донецький металургійний завод або ДМЗ (Донецький електрометалургійний завод), Єнакієвський металургійний завод або ЄМЗ, Краматорський і Костянтинівський металургійні заводи), найбільший в Європі Авдіївський коксохімічний завод, Макіївський і Ясинівський КХЗ (обидва в місті Макіївка), «Донецьккокс», Горлівський коксохімічний завод, Єнакієвський коксохімпром, Харцизький трубний завод, «Силур», Дружківський метизний завод, «Енергомашспецсталь», Донецький металопрокатний завод, Артемівський завод кольорових металів, Микитівський ртутний комбінат, «Укрцинк», Торезтвердосплав, Докучаївський флюсодоломітний комбінат, Білокам'янський вогнетривкий завод.

### Дніпропетровська область
- Кривбас (близько ¾ залізної руди, 30 % агломерату, 1/4 — 1/5 чавуну, сталі, прокату, близько 14 % коксу), — місто Кривий Ріг, найбільше металургійне підприємство України — АрселорМіттал Кривий Ріг (раніше — «Криворіжсталь»), виробництво чавуну, сталі, прокату, агломерату, коксу. Найбільші гірничорудні підприємства: Інгулецький, Північний, Південний, Центральний ГЗК, «Суха Балка», «Кривбасвибухпром», Криворізький залізорудний комбінат (колишня «Кривбасруда»), Юністіл, Криворізький гірничо-збагачувальний комбінат окиснених руд.
- Придніпров'я (більше ½ фферосплавів, сталевих труб, уся марганцева руда України, близько 40 % метизів, 1/7 — 1/8 чавуну, сталі, прокату, більше 10 % агломерату й коксу), — міста Дніпро, Кам'янське, Нікополь, Самар. Підприємства: Нікопольський завод феросплавів, Дніпровський металургійний комбінат, «Дніпровський металургійний завод», Інтерпайп Сталь, Дніпродзержинський сталеливарний завод, Южкокс, Дніпрококс, Дніпровський коксохімічний завод. Трубні заводи: Дніпропетровський завод нержавіючих труб (ІВІС СТІЛ), Дніпровський завод нержавіючих труб (ДЗНТ), Нижньодніпровський, Дніпропетровський, Новомосковський, «АВ метал груп», «Ніко-Тьюб» і «Ютіст» (Нікополь) й ін. Завод «Дніпрометиз», Покровський і Марганецький ГЗК.
- Нікопольський південнотрубний завод — одне з найбільших промислових підприємств у м. Нікополь. В 1999—2000 роках ВАТ «ПТЗ» було реорганізоване в систему закритих акціонерних товариств (ЗАТ «Нікопольський завод нержавіючих труб» (від 2007 року — ЗАТ «СЕНТРАВІС ПРОДАКШН ЮКРЕЙН»), ЗАТ «ЮТіСТ», ЗАТ НВО «Трубосталь» й ін.).

### Запорізька область
- Третина залізної руди і феросплавів, 11 — 12 % агломерату, коксу, чавуну, сталі, прокату — місто Запоріжжя, 1 комбінат (Металургійний комбінат «Запоріжсталь»). «Дніпроспецсталь», Запорізький залізорудний комбінат, «Запоріжкокс», Запорізький завод феросплавів, Запорізький виробничий алюмінієвий комбінат, Запорізький титано-магнієвий комбінат, «Укрграфіт», Запорізький сталепрокатний завод

### Луганська область
- До 10 % агломерату, чавуну, сталі, прокату, сталевих труб, 13 % коксу і феросплавів — місто Алчевськ, 1 комбінат (Алчевський металургійний комбінат). Алчевський коксохімічний завод, Стахановський завод феросплавів, Луганський трубний завод, Рубіжанський трубний завод, Сіверськодонецький хіміко-металургійний завод

### Полтавська область
- Суттєве виробництво руд: Полтавський, Єристівський та Біланівський ГЗК
- Недобудований завод: Ворскла Сталь (м. Горішні Плавні)

### Кіровоградська область
- Побузький феронікелевий комбінат
- Надобудований: Криворізький гірничо-збагачувальний комбінат окиснених руд

### Автономна Республіка Крим
- Керченський металургійний комбінат імені Петра Войкова
- Комиш-Бурунський залізорудний комбінат

### Інші
- Херсонський ливарний завод

### Історичні підприємства
- Високопічанський доменний завод
- Денишівський чавуноливарний завод
- Куп'янський ливарний завод
- Луганський чавуноливарний завод

## Порошкова металургія
- Броварський завод порошкової металургії
- Інструментальний завод порошкової металургії
- Кременецький завод порошкової металургії
- Полтавський завод порошкової металургії

Колишні
- Закарпатський металургійний завод